# Andréa Fileccia
 (janvier 2021).
Andréa Fileccia, né le 6 décembre 1991 à Mons,  est un footballeur belgo-italien qui évolue au poste d'attaquant au RFC Perwez.

## Biographie

### En club
Formé au RAEC Mons, Fileccia rejoint le centre de formation de Feyenoord en 2008. Il joue deux ans avec les équipes jeunes de Feyenoord. En 2010, il est prêté deux saisons à l'Excelsior Rotterdam. Il fait ses débuts professionnels en Eredivisie le 7 août 2010. Il remplace Daan Bovenberg à la 65e minute mais ne peut pas empêcher la défaite 3-0 contre De Graafschap en match d'ouverture de la saison. Il joue huit matchs lors de sa première saison à Excelsior. En août 2011, il se blesse à la hanche pendant trois mois, ce qu'il lui fait manquer le début de saison 2011-2012. Il joue seulement deux matchs lors de cette saison.
Le 15 novembre 2012, Fileccia revient en Belgique et rejoint le club de l'UR La Louvière Centre, en Division 3, où il marque dix buts en deux saisons. En 2014, il file en Afrique du Sud, au Free State Stars Football Club, grâce au belge Tom Saintfiet, qui est alors l'entraîneur du club sud-africain à ce moment-là. Il ne joue que 18 matchs en deux saisons, à cause d'une rupture des ligaments croisés survenue en janvier 2016. 
Fileccia rejoint ensuite le club de Maritzburg United en juillet 2016. Il reste deux ans et demi avec le club de Maritzburg, avec onze buts en 51 matchs. Il quitte le club le 20 février 2019. Le 28 août 2019, il rejoint les Francs Borains en quatrième division belge. Il ne joue que quatre matchs en championnat. Il est champion de Division 4 avec les Francs Borains.

### En sélection
Andrea Fileccia joue six matchs avec l'équipe de Belgique des moins de 19 ans. Il joue également un match avec les espoirs. Il remplace Christian Benteke à la 58e contre les espoirs écossais. Lors de ce match, il joue aussi notamment avec Kevin De Bruyne et Dedryck Boyata.